# Modelo canônico
Na lógica de primeira ordem, modelo canônico refere-se à estrutura construída a partir de um conjunto de sentenças atômicas, estrutura na qual todas as sentenças atômicas dadas são satisfeitas e essa estrutura serve como um modelo de referência para qualquer outra estrutura que também satisfaz essas sentenças.
Suponha que é dado um conjunto T de sentenças atômicas sobre uma dada assinatura L. Na tentativa de se recuperar a estrutura que havia sido descrita por T, deseja-se construir uma estrutura que satisfaça todas as sentenças de T, e que, mesmo que não venha a ser exatamente a estrutura originalmente descrita por T, seja pelo menos "semelhante" a ela.
Esse processo vai de sentenças para estruturas, na direção inversa ao processo do diagrama positivo.  

## Completação do conjunto de sentenças atômicas
Para a construção do modelo canônico, é necessário completar o conjunto de sentenças atômicas com todas as sentenças atômicas que também são verdadeiras na mesma estrutura, mas que não estão aparecendo explicitamente no conjunto.
Seja L uma assinatura, A uma L-estrutura e T o conjunto de todas as  sentenças atômicas de L que são verdadeiras em A. Então T será completa se e somente se:
(a) Para todo termo fechado t de L, a sentença atômica t=t ∈  T.
(b) Se φ(x) é uma formula atômica de L e a equação s=t pertence a T, então φ(s) ∈ T se e somente se φ(t) ∈ T.
Qualquer conjunto T de sentenças que satisfaça (a) e (b) será chamado de fechado.

## Lema do diagrama positivo
Seja T um conjunto fechado de sentenças atômicas de L. Então existe uma L-estrutura A tal que 
(a) T é o conjunto de todas as sentenças atômicas de L que são verdadeiras em A;
(b) todo elemento de A é da forma tA para algum termo fechado t de L.

## Teorema do modelo canônico
Para qualquer assinatura L, se T é um conjunto de sentenças atômicas de L então existe uma L-estrutura A tal que :
(a) A |= T (A é modelo de T);
(b) todo elemento de A é da forma tA para algum termo fechado t de L;
(c) se B é uma L-estrutura  e B|= T então existe um único homomorfismo ḟ:A→B.
Pela cláusula (c), o modelo A de T no Teorema é único a menos do isomorfismo.
Esse modelo A é então chamado de modelo canônico de T e é homomórfico a qualquer outra estrutura obtida a partir de T.